# De trein van zes uur tien
De trein van zes uur tien is een Nederlandse film uit 1999 van Frank Ketelaar. Hij is gebaseerd op een scenario van hemzelf. De film heeft als alternatieve titels De trein van 6 uur 10 en The 18:10 Train.
De film is uitgebracht als Telefilm.
Regisseur en scenarioschrijver Frank Ketelaar beschouwde De Trein van Zes uur Tien als het begin van de reeks van zijn later verschenen en alom geroemde series en films: Vuurzee, De uitverkorene (film), Coach (film), Overspel (televisieserie), Het verlangen (film) en Klem (televisieserie) met als verbindende factor: doodgewone, keurige mensen die meegesleurd worden in ongebruikelijke situaties (bijv. in Klem: de belastingman die wordt meegesleurd in de onderwereld door de criminele vader van de beste vriendin van zijn dochter).

## Verhaal
Onno Staling is curator bij het Rijksmuseum Amsterdam als hij op een dag een sollicitant voor zijn neus krijgt, Alex Bicker. Alex verontschuldigt zich voor het feit dat hij drie jaar eerder niet was komen opdagen voor zijn sollicitatie. Onno wil het niet laten merken, maar Alex is geen vreemde voor hem.
Drie jaar eerder: Onno loopt tegen de dertig en heeft alles in zich om het te maken in de kunstgeschiedenis, maar hij wordt nergens aangenomen. De sociale dienst zit hem achter zijn broek, ze willen dat hij gaat solliciteren, maar Onno houdt voet bij stuk: ik heb een sollicitatie lopen en daar zet ik mijn geld op in. Tijdens een feestje bij de beste vriendin van zijn vriendin Merel, vangt hij iets op. Het is Alex, een arrogante koorbal en de zoon van een hoge pief bij Buitenlandse Zaken, die claimt dat hij de baan ook al moet hij nog solliciteren al in zijn zak heeft zitten: die ander is een loser van bijna 30.
Onno is woest als hij dit hoort en zint op wraak. Hij wil niet dat zijn ambities worden afgepakt door Alex. De enige kans om aan de baan te komen is ervoor te zorgen dat Alex niet komt opdagen voor zijn sollicitatie. En dus brengt hij het dagelijkse leven van Alex in kaart. Hij ontdekt dat Alex dagelijks gaat hardlopen en ziet dit als het moment om hem van de straat te plukken. Tijdens het hardlopen benadert een gemaskerde Onno hem met een bivakmuts en spuit Pepperspray in zijn gezicht, waarna hij Alex in een busje stopt en er met hem vandoor gaat. Onno heeft een antieke boerderij in de buurt van Ossendrecht geërfd van zijn vader en besluit daar Alex vast te houden, er zal immers niemand daar zijn die de twee kan betrappen.
Alex vraagt Onno waarom hij hem vasthoudt: hij is een onbeduidend mannetje met weinig geld. Onno duwt hem een briefje onder zijn neus waarin hij in het Engels heeft opgeschreven dat het niet om hem gaat, maar om een politiek doel. Alex gaat er dan ook vanuit dat de ontvoering verband houdt met het ambt van zijn vader bij Buitenlandse Zaken. Onno geeft hem niet de kans om het museum op te bellen om te laten weten dat hij niet op zijn sollicitatie kan verschijnen, wel gaat hij in op Alex' verzoek om zijn Insuline bij hem thuis op te halen omdat Alex niet zonder kan.
Onno gaat zoeken bij Alex thuis en hoort daar meerdere voicemailberichten van het museum die hem vragen om terug te bellen. Tijdens zijn zoektocht naar de insuline verliest Onno zijn Ooglens, als hij denkt deze te hebben opgezogen keert hij terug naar de boerderij.
Tijdens zijn eigen sollicitatie weet Onno zich van een functie te verzekeren, iedereen is rondweg enthousiast over hem. Onno laat Alex vrij zodra hij weet dat hij de baan heeft.
Drie jaar later: het museum stelt Onno voor een assistent in de arm te nemen die hem wat werk uit handen kan nemen, Onno gaat akkoord. Tussen de sollicitanten verschijnt Alex. Alex vertelt dat hij indertijd was ontvoerd en dat hij daarom niets van zich kon laten weten, hij smeekt om nu wel de kans te krijgen om te laten zien wat hij kan. De staf laat weten contact op te nemen met Alex als ze eruit zijn. Vervolgens zegt Onno's meerdere het verhaal over de ontvoering een broodjeaapverhaal te vinden en dat hij dit verhaal aangrijpt, omdat hij zich eigenlijk heeft verslapen of iets dergelijks.
Alex komt in de stad Meike tegen, zij kende elkaar van het feestje drie jaar eerder waarbij Onno opving dat Alex op zijn positie uit was. Aan Meike vertelt Alex over de ontvoering en over het feit dat de politie de zaak heeft onderzocht, maar geen enkel bewijs voor ook maar iets dat op ontvoering lijkt te hebben gevonden. Alex is verbitterd omdat niemand hem wil geloven, maar tegelijk voelen hij en Meike zich door elkaar gecharmeerd en slaat de vonk tussen beiden over.
Onno voelt zich schuldig over zijn "verleden" met Alex en besluit hem, hoewel de staf Alex niet gelooft, toch de baan te geven. Maar onbewust komt Alex dieper in zijn leven dan hij denkt: Meike en Merel zijn de beste vriendinnen en nu Alex met Meike gaat krijgt Alex niet alleen op de werkvloer, maar ook privé te maken met zijn oude opponent.
Alex begint langzaam te vermoeden dat hij dicht bij het ontrafelen van de ontvoering zit: Alex gedraagt zich vreemd en in een fotoalbum van Meike ontdekt hij foto's van de boerderij waar hij werd vastgehouden. Op een avond past hij op de baby van Onno en Merel en besluit hij kokend heet water over de baby te gooien, niks ernstigs tot gevolg, maar het is een signaal dat Onno begint op te pikken. Onno begint te begrijpen dat Alex meer weet en verbied het Alex om nog onderdeel te blijven van zijn privéleven. Alex lokt hem naar de boerderij om daar definitief met hem af te rekenen.
In de boerderij dient Alex Onno een zodanig hoge concentratie insuline toe waar hij vroeg of laat aan zou moeten sterven. Vervolgens zet Alex de bewusteloze Onno in zijn auto op de nabije spoorwegovergang, waar de trein van zes uur tien elk moment voorbij zal rijden. Er ontstaat een worsteling tussen Onno en Alex, terwijl de trein zeer dichtbij komt.
Diezelfde avond nog krijgt Merel, die ruzie heeft met Onno over Alex en daarom bij haar ouders tijdelijk bij haar ouders is gaan wonen, bezoek van de politie. Ze wordt verzocht Onno te identificeren, die zou zijn omgekomen bij een ongeval op de spoorwegovergang. Merel gaat samen met Meike naar het mortuarium, waar zal blijken dat niet Onno, maar Alex is omgekomen. Onno heeft dit alles wonder boven wonder overleefd en is naar de boerderij gevlucht.

## Rolverdeling
| Acteur             | Personage                |  |  |
| ------------------ | ------------------------ |  |  |
| Peter Paul Muller  | Onno Staling             |  |  |
| Roeland Fernhout   | Alex Bicker              |  |  |
| Rifka Lodeizen     | Merel Dankmeijer         |  |  |
| Halina Reijn       | Meike Volders            |  |  |
| Rudolf Lucieer     | Kumfus                   |  |  |
| Jordy Krant        | Jacob Staling            |  |  |
| Marnie Blok        | Camilla                  |  |  |
| Alwien Tulner      | Anneke                   |  |  |
| Leo Hogenboom      | Vader Dankmeijer         |  |  |
| Babette Mulder     | Moeder Staling           |  |  |
| Alexander Elmecky  | Rechercheur Brouwers     |  |  |
| Rodney Beddal      | Rechercheur              |  |  |
| Leopold Witte      | Medewerker Arbeidsbureau |  |  |
| Harpert Michielsen | Koorbal                  |  |  |
| Diederik Ebbinge   | Yup                      |  |  |
| Gwen Eckhaus       | Yogavrouw                |  |  |
| Harmen Siezen      | Nieuwslezer              |  |  |
| Rinco van der Baan | Ober                     |  |  |